# SC West Köln
SC West Köln is een Duitse voetbalclub uit Keulen. De club speelde twee seizoenen in de II. Division.

## Geschiedenis
De club ontstond in 1948 na een fusie tussen SV Rhenania Köln en FC Phönix Köln. Rhenania werd in 1900 opgericht en speelde meerdere seizoenen op het hoogste niveau. Phönix werd in 1911 opgericht en speelde nooit in de hoogste reeks. In 1949 ging de club in de II. Division spelen en werd daar zevende in groep twee. Ook het volgende seizoen eindigde de club in de middenmoot en hierna ging de club een tijdelijke fusie aan met VfL Köln 1899, maar deze fusie werd snel ongedaan gemaakt. 
Van 1957 tot 1974 speelde de club in de Landesliga, toen de vierde klasse. Na vele jaren in de lagere reeksen promoveerde de club eind jaren negentig twee keer op rij en speelde in de Verbandsliga tot 2001. In 2011 degradeerde de club naar de Bezirksliga. 